# الساحرة الصغيرة (فلم)
الساحرة الصغيرة فيلم مصري تم إنتاجه عام 1963. هو بطولة رشدي أباظة وسعاد حسني.

## قصة الفيلم
يُسْجَنَ «عصمت الدمنهوري» ظلما بسبب صديقه وشريكه في العمل «عصمت الدرملي» (رشدي أباظة). ذلك حين يتلقى الدمنهوري رسالة من ابنته«هنية» (سعاد حسني) التي لم ترى والدها منذ انفصال والدتها اللبنانية عنه في طفولتها تخبره فيها بعودتها إلى مصر لزيارته. ردا للدين، يذهب الدرملى لاستقبال هنية في المطار. تعتقد هنية التي لا تعرف شكل أبيها أن عصمت الدرملى هو والدها. اضطر الأخير إلى تمثيل دور الأب وقام باستضافتها في بيته. وتمر الأحداث حتى يقع الدرملى في حب هنية.

## طاقم التمثيل
- رشدي أباظة (عصمت الدرملي)
- سعاد حسني (هنية)
- مديحة يسري (مشيرة)
- فؤاد المهندس (شريف)
- سعيد أبو بكر (عصمت الدمنهوري)